# Krzysztof Wolf
Krzysztof Adam Wolf (ur. 7 grudnia 1959 w Warszawie, zm. 1 sierpnia 2023 w Wołominie) – polski działacz opozycyjny w PRL, związany z Międzyzakładowym Robotniczym Komitetem „Solidarności”.

## Życiorys
Syn Jerzego i Marianny. Od 1978 był pracownikiem Huty Warszawa, w sierpniu 1980 uczestniczył tam w strajku, następnie został członkiem NSZZ „Solidarność”. W latach 80. włączył się w działania Międzyzakładowego Robotniczego Komitetu „Solidarności” oraz Solidarności Walczącej. M.in. od 1985 drukował tygodnik CDN-Głos Wolnego Robotnika, jako szef jednej z czterech grup emiterów organizował sieć nadawczą II Programu Radia „Solidarność” (wyemitowano 248 audycji). Uczestniczył w akcji umocowania w jednym z budynków Huty Warszawa tablicy upamiętniającej Jerzego Popiełuszkę (w październiku 1985) i tablicy z napisem "Katyń pamiętamy" na wojskowym Cmentarzu Powązkowskim (w 1985). We wrześniu 1987 został zatrzymany przez funkcjonariuszy MO przed Pielgrzymką Ludzi Pracy w Częstochowie, podczas próby ucieczki został pobity, znaleziono przy nim wydawnictwa podziemne. W jego obronie MRKS zorganizował kilkumiesięczną kampanię protestów. 23 grudnia 1987 został skazany na karę 1 roku pozbawienia wolności oraz nawiązkę w kwocie 30 tys. złotych za rzekome pobicie milicjanta. Ostatecznie został zwolniony w maju 1988. 3 czerwca 1988 uczestniczył razem z m.in. Edwardem Mizikowskim w pikiecie w obronie więzionych Adama Hodysza i Romana Zwiercana, Józefa Piniora i kilku innych działaczy, za co został skazany na karę 50 tys. złotych grzywny. 22 sierpnia 1988 próbował razem z Edwardem Mizikowskim i Sewerynem Jaworskim wywołać strajk w Hucie Warszawa. Został jednak niemal natychmiast aresztowany i następnie skazany przez kolegium ds. wykroczeń na karę miesiąca aresztu, obniżoną później przez sąd do 21 dni (sam strajk skończył się tego samego dnia). 
W listopadzie 1988 razem z Edwardem Mizikowskim przejął redakcję CDN-Głosu Wolnego Robotnika (kierowali dotychczas drukiem i kolportażem pisma), zarzucając dotychczasowej redakcji cenzurę, arogancję i "wyciszanie akcentów chrześcijańsko-patriotycznych". Krzysztof Wolf krytykował na łamach pisma za inercję dotychczasowe władze Regionu Mazowsze, zarzucając im blokowanie i brak finasowania inicjatyw oddolnych oraz niedopuszczanie do władz ludzi niezależnych (np. Seweryna Jaworskiego). Został także członkiem jawnej reprezentacji MRKS. Zawarte w pierwszym wydanym w nowym składzie numerze 248 CDN-GWR z 7 listopada 1988 porównanie pisma do partyjnej Trybuny Ludu i równocześnie Tygodnika Mazowsze (którego K. Wolf i E. Mizikowski nie cenili), jak również zapowiedź weryfikacji członków redakcji spotkały się z dezaprobatą innych pism podziemnych, a także większości struktur związkowych w regionie. Uważany razem z E. Mizikowskim za robotniczego radykała, razem ze środowiskiem MRKS stopniowo ulegał marginalizacji wśród struktur "Solidarności". Przyczyniła się do tego również forma przejęcia pisma CDN-GWR, a także nacechowane emocjami publikowane na łamach pism II obiegu wzajemne oskarżenia.  
W lutym 1989 został z ramienia MRKS członkiem Tymczasowego Zarządu Regionu Mazowsze (proponowano mu też dokooptowanie do władz regionu, co jednak MRKS odrzucił), na założycielskim zebraniu 19 lutego 1989 podjął razem z drugim delegatem MRKS E. Mizikowskim polemikę z przewodniczącym regionu Zbigniewem Bujakiem, krytykując brak dostatecznego wsparcia dla tajnych komisji zakładowych związku i podziemnej prasy zakładowej oraz "dyskryminowanie" niektórych inicjatyw. Sprzeciwiał się też ponownej rejestracji NSZZ „Solidarność”, optując za jego relegalizacją. Wobec braku poparcia dla tej formy powrotu do legalnej działalności złożył mandat TZRM i opuścił zebranie (jako jedna z dziesięciu osób). Jego kandydaturę zgłoszono jednak w wyborach do nowej Regionalnej Komisji Wykonawczej (otrzymał kilkadziesiąt z ok. 120 głosów). Wiosną 1989 sprzeciwiał się obradom Okrągłego Stołu i jego postanowieniom. W sierpniu 1989 należał do założycieli efemerycznej Niepodległościowej Partii „Solidarność”. Po zakończeniu w 1990 wydawania CDN-GWR wspierał struktury Solidarności 80.
Od 1989 do 1992 ponownie pracował w Hucie Warszawa, następnie był zatrudniony w spółce Libertas (1992-1993), Regionie Mazowsze NSZZ „Solidarność” (1999), Ministerstwie Rozwoju Regionalnego (2000-2001), Stołecznym Przedsiębiorstwie Handlu Wewnętrznego (2002), Miejskim Przedsiębiorstwie Taksówkowym (2003-2008) i PKO BP (od 2010).
W 2017 został odznaczony Krzyżem Oficerskim Orderu Odrodzenia Polski, w 2016 Krzyżem Wolności i Solidarności.